# المجلة

غلاف العدد الأول - فبراير 1980

المجلة هي مجلة سياسية. تصدرأسبوعياً من لندن باللغتين العربية والإنكليزية، وعبر الإنترنت أيضا باللغتين الفرنسية والفارسية.
 ومنذ صدور طبعتها الأولى في عام 1980، أُعتبرت المجلة إحدى المجلات الدولية الرائدة في الشئون السياسية في العالم العربي. وكانت طوال ثمانينيات وتسعينيات القرن الماضي أهم أسبوعية تصدر بالعربية وتوزع في كل أنحاء العالم.

## تاريخ المجلة
وهي تصدر عن الشركة السعودية للأبحاث والنشر، التي تصدر أيضا صحيفة الشرق الأوسط. توالى على رئاسة تحريرها كثيرون، كان أولهم اللبناني عبد الكريم أبو النصر ثم المصري عماد الدين أديب، ثم من الصحافيين السعوديين عثمان العمير فعبد الرحمن الراشد ونائبه مطر الأحمدي ثم عبد العزيز الخميس ثم هاني نقشبندي. ويترأس تحريرها حاليا عادل الطريفي بعد أن تحولت كليا عام 2009 من الإصدار الورقي إلى الإلكتروني.
في أكتوبر 2011 تم تعيين الصحافي التونسي عزالدين سنيقرة مديرا للتحرير. من أشهر من كتبوا فيها فهمي هويدي والطيب صالح وأحلام مستغانمي ولطيفة الشعلان وجعفر عباس وعلي العميم. صدرت أول أعدادها في لندن مطلع العام 1980. من أهم مكاتبها التحريرية مكتب القاهرة، الذي تعاقب على إدارته صحافيون واعلاميون كبار من بينهم عماد الدين أديب، ثم عمرو عبد السميع وجمال عنايت وعبد اللطيف المناوي (يرأس حاليا قطاع الأخبار في التلفزيون المصري) ثم أيمن الصياد (يرأس حاليا مجلة «وجهات نظر» الفكرية. وكان أدار المكتب في العصر الذهبي للمجلة، وشهدت أيامه الأزمة الشهيرة مع النظام المصري عام 1996. بعد نشرت إحدى مطبوعات الشركة تحقيقا عن أنجال الرئيس المصري حسني مبارك. وهي الأزمة التي ترتب عليها إصدار أحكام بالحبس على الناشرين هشام ومحمد علي حافظ، وكذلك على عثمان العمير، وغيرهم. الأمر الذي أدى عمليا إلى اغلاق مكاتب الشركة في القاهرة.
في البرقية الديبلوماسية لسفارة الولايات المتحدة بالرياض بتاريخ 11 مايو 2009، قال الفايز أنه ينشر 30% من كل عدد من مجلة ذي إيكونومست دون رقابة في مجلة المجلة.

## عودتها الجديدة
في فبراير من عام 2023، أعلنت مجلة المجلة مرحلة جديدة من مسيرتها بإعادة إطلاق نسختها العربية ومنصاتها الرقمية، بعد رحلة تطوير، ويرأس تحرير المجلة بهويتها الجديدة غسان شربل، فيما يتولى الصحافي السوري إبراهيم حميدي، منصب مدير التحرير التنفيذي للمجلة، ويتكون فريقها من:

### مدراء التحرير
- حسام عيتاني
- خالد القصار
- سامر أبو هواش

#### مديرة قسم الإبداع
- سارة لون

#### مديرة القسم الرقمي
- مجد يوسف

#### محرر سياسي أول
- كون كوخلين

#### محررة أولى في القسم الرقمي
- زلفا رستم

#### منتج في القسم الرقمي
- إبراهيم حرب

## الجوائز
- جائزتين للرسم التعبيري في أبريل 2024 خلال حفل توزيع جوائز جمعية الرسّامين في متحف الرسوم التعبيرية التاريخي في مدينة نيويورك.[9]